# Honda TN360
El Honda TN360 (ホンダ・TN360, Honda Tii Enu Sanbyaku Roku Jū) fou un automòbil lleuger o kei car produït pel fabricant d'automòbils japonés Honda entre els anys 1967 i 1977. Fou el reemplaçament natural del Honda T360.
La TN360 va equipar un motor de dos cilindres en línia refrigerat per aire de 354 centímetres cúbics adaptat de la motocicleta Honda CB450. La precedent T360 havia estat equipada amb un complex motor de quatre cilindres de doble arbre, mentres que la TN360 equipava un motor compartit amb el Honda N360 més simple i òptim per a la producció en massa. El motor fou dissenyat per a ser muntat horitzontalment entre sota la cabina i l'espai de càrrega.

## TN360 (1967-1969)

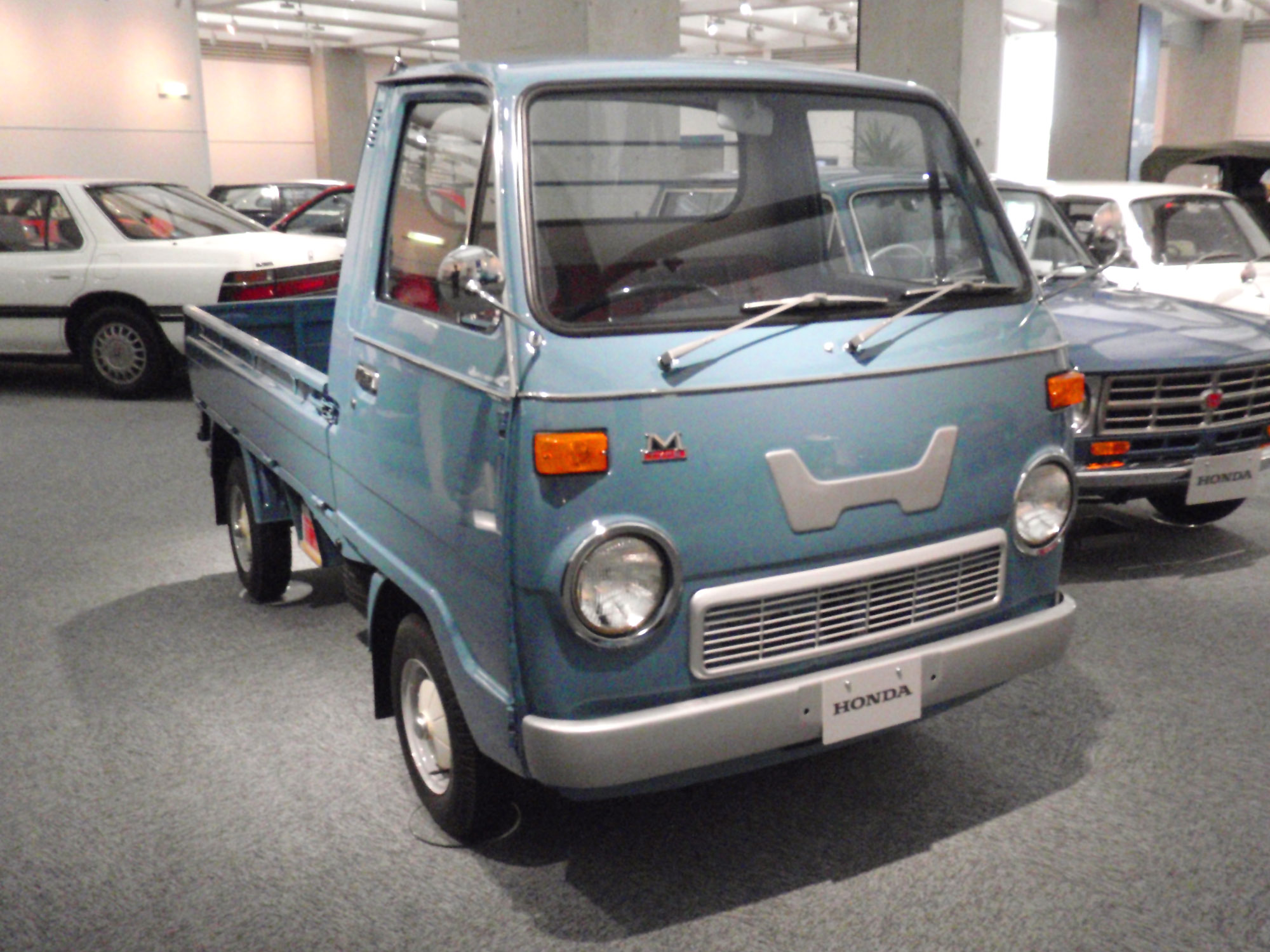
TN360

La TN360 va eixir a la venda el novembre de 1967 i va romandre en producció sense canvis fins al gener de 1970. La velocitat màxima era de 100 quilòmetres per hora, la mateixa que la seua predecessora. Gràcies a una construcció simple, el pes de la TN360, 500 kg, va baixar considerablement en comparació amb la de l'antecessora T360, amb 610 kg. La potència romangué inalterada en 30 cavalls a 8.000 rpm, però el parell va augmentar una mica fins a 3,0 kg⋅m (29 N⋅m) a 5.500 rpm i tot va passar en un rang de velocitat del motor més baix. El motor s'aprofità de les investigacions al desenvolupament del Honda 1300, una berlina de quatre cilindres refrigerada per aire presentada l'any 1969. La TN360 també tenia un ràdi de gir prou estret: 7,6 metres. L'única carrosseria disponible era la de camioneta.
Després d'uns pocs mesos al mercat, Honda va introduir una furgoneta a la gama el març de 1968. La "furgoneta" era simplement un TN360 camioneta amb la part de remolc coberta amb metall. La furgoneta estava disponible amb diferents variants: amb o sense portes corredisses i amb sostre de lona amb sobrepreus. Degut a la pèsima aerodinàmica i a l'augment de pes, la velocitat màxima de la furgoneta metàl·lica era de 95 km/h i 90 km/h per a les de lona. L'any 1969 s'afegí a la gama la versió DeLuxe, millor equipada.
El novembre del mateix any, Honda va presentar una original variant de la TN360: una eruga per a la neu anomenada "Snowler" amb esquís desmuntables a les rodes davanteres i rodes d'eruga a la part darrera amb cintes de cautxú. La T360 ja havia tingut una versió d'aquest típus i Honda va continuar apostant per aquest estret nínxol de mercat. La velocitat màxima d'aquesta variant era de 45 km/h i amb un pes de 655 kg, clarament superior a la camioneta convencional. El preu també era sensiblement superior, un 55% més; no obstant això, Honda fou l'única marca que oferí un vehicle d'aquestes característiques al mercat amb un preu encara competitiu. Quan es desmuntaven els esquís, es podien muntar rodes per a circul·lar durant l'estiu.

## TNIII (1970-1972)

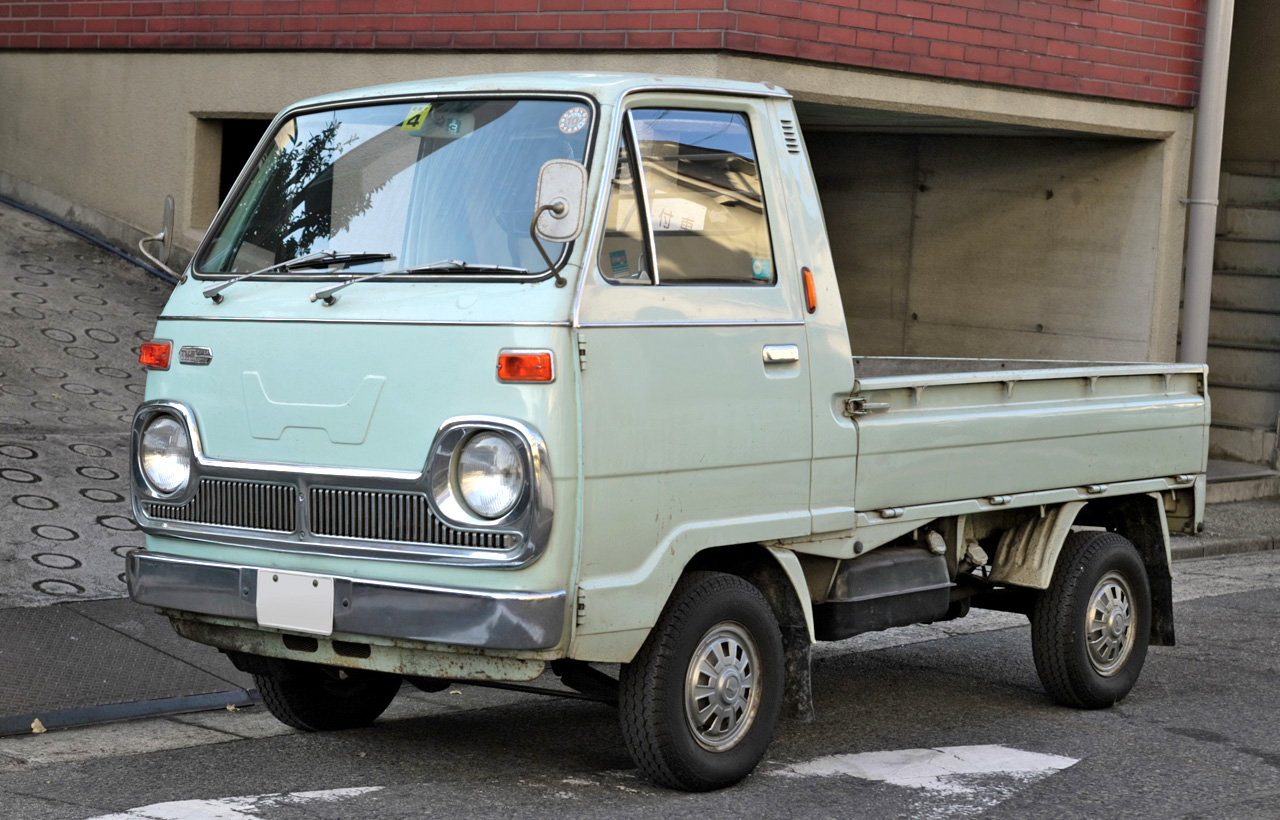
TNIII

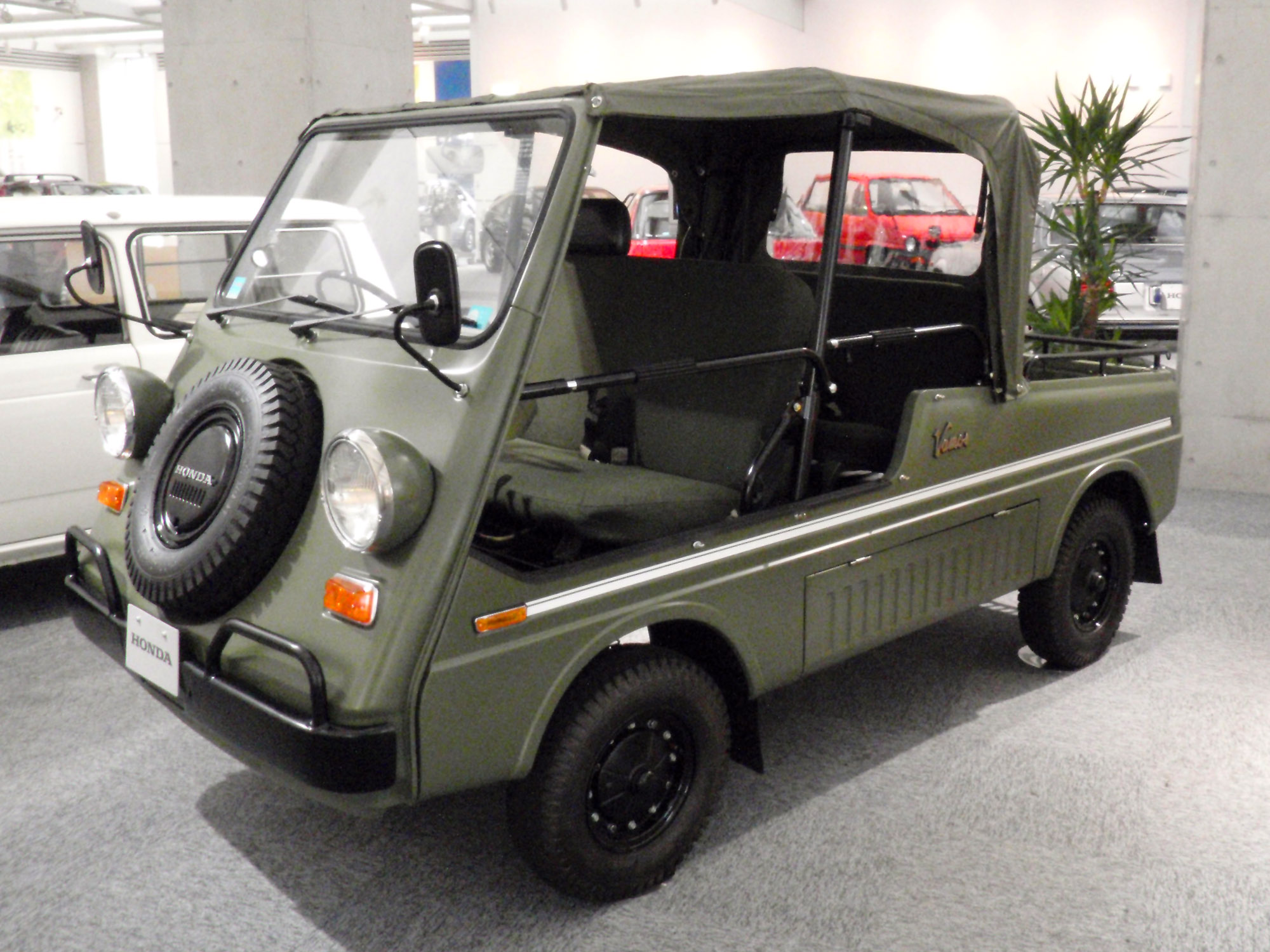
Honda Vamos

El TNIII, redissenyat de la TN360, va eixir a la venda el gener de 1970. Les diferències amb la seua antecessora es limitaven a l'apartat estètic, amb una graella frontal cromada més gran, para-xocs cromats, espills retrovisors més grans i un interior més confortable. Cal assenyalar que l'"H" gegant al frontal va romandre, tot i que sense un color distint i camuflada amb el color de la carrosseria. La transmissió, una manual de quatre velocitats de la TN360, va esdevindre totalment sincronitzada, però la resta de la mecànica va romandre idèntica a la de la TN360. La TNIII fou introduïda a la gama simultàniament amb els renovats NIII360 i LNIII360. El peculiar vehicle d'entreteniment Honda Vamos compartia gran part dels seus components amb la TNIII.
A més del redisseny, la principal novetat fou l'introducció de la versió "Super Deluxe", la qual equipava ràdio, mistera elèctrica, i pneumàtics amb tira blanca. El pes total del model va augmentar fins a 540 quilos. Les variant de camioneta i semieruga va romandre a la venda, fent un total de 28 variacions derivades del TNIII. La gama va créixer el juliol de 1970 quan fou afegit una versió pickup, amb els costats fixes en lloc d'abatibles com a la camioneta convencional. A l'abril de 1971 el motor fou amillorat per a reduir el soroll mecànic. El maig de 1972, la TNIII fou substituïda per la TN-V.

## TN-V (1972-1975)

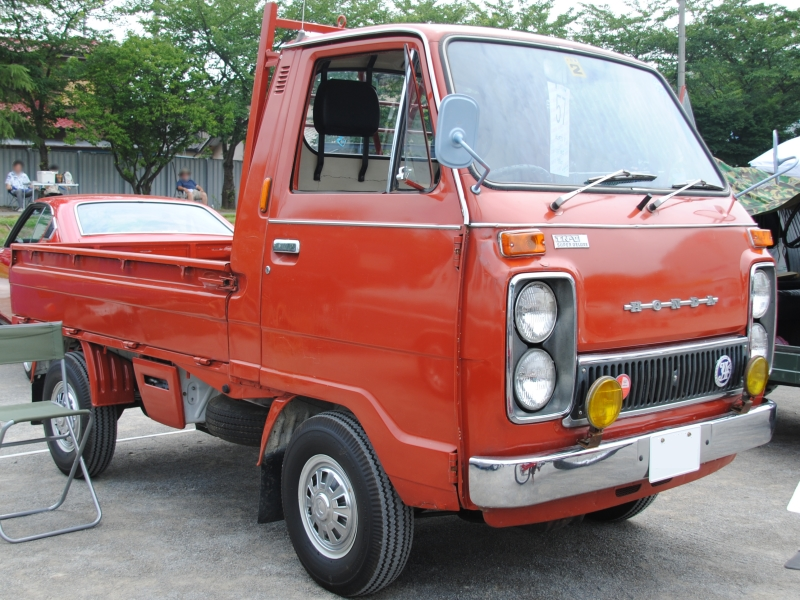
TN-V

La TN-V, presentada el juny de 1972, fou el segon redisseny derivat de la TN360. La TN-V va rebre nous detalls cromats a la part del davant, una graella frontal més gran i uns fars davanters dobles verticals. L'"H" gegant estampada al front fou reemplaçada per la paraula "Honda" en lletres cromades. Durant la seua vida comercial, la TN-V fou complementada pel Honda Life Pickup. La TN-V equipava un motor de baixa compressió, necessari per tal d'acomplir les normes sobre emissions, generant només 27 cavalls a 7.000 rpm. Aquest motor modificat ara també podia funcionar amb gasolina sense plom, gràcies a les guies de vàlvules i als seients d'aliatge. Les xifres de parell es van mantenir sense canvis i el pes del model base també es va mantenir en 540 kg. La TN-V també equipava un cinturó de seguretat de sèrie per als conductors, mentre que els intermitents ara es van separar dels llums posteriors. La producció de la TN-V finalitzà el juliol de 1975 degut als canvis en la normativa sobre seguretat als vehicles.

## TN-7 (1975-1977)

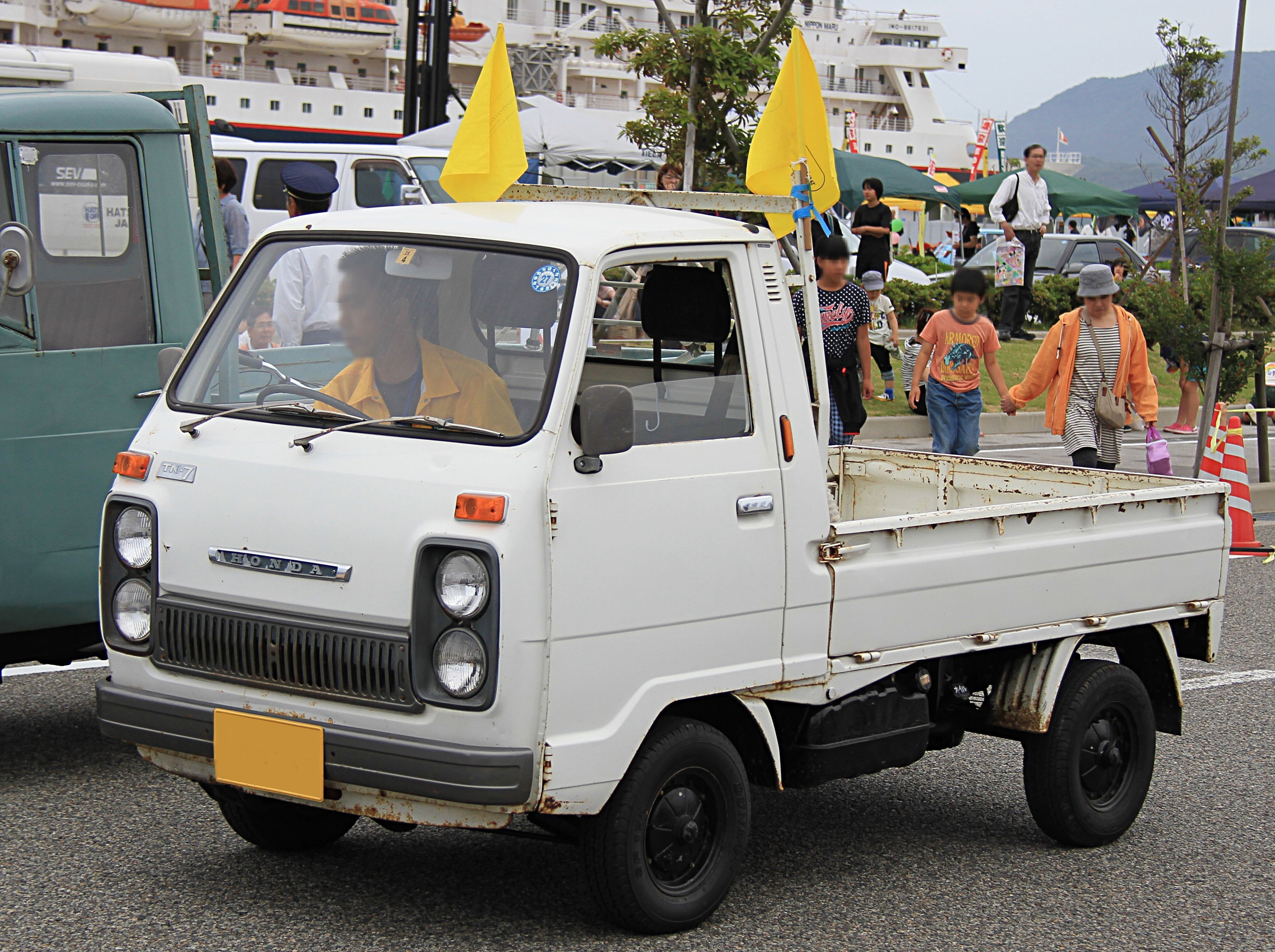
TN-7

L'agost de 1975, va començar la comercialització de la TN-7. La principal diferència amb la seua antecessora, la TN-V, era que el motor podia complir amb les estrictes normes d'emissions aprovades aquell any. Visualment, la TN-7 era pràcticament idèntica a la seua antecessora, limitant-se els canvis a tops de cautxú als para-xocs i plàstics negres en lloc de grisos a l'interior. També era lleugerament més pesada que la TN-V (550 kg) per l'equipament anti-emissions. El cinturó de seguretat per al co-pilot comença a instal·lar-se de sèrie i també els eixugavidres elèctrics. El juny de 1977 va arribar a la seua fi la producció del model, restant produïts prop de 700.000 unitats de la sèrie TN360 des de l'any 1967. La TN-7 fou substituïda per la TN Acty, una nova sèrie de camions lleugers o kei truck més gran i amb motor 545 cc que s'adaptava a les noves normes kei que havien entrat en vigor l'1 de gener de 1976. La nova Acty va mantindre la denominació "TN" fins que fou redissenyada l'any 1988. Cal assenyalar també que, la TN-7, fou l'últim vehicle amb motor refrigerat per aire produït al Japó.